# لاري كروفورد
لاري كروفورد (بالإنجليزية: Larry Crawford)‏ هو لاعب كرة القدم الكندية أمريكي، ولد في 1959 في ميامي في الولايات المتحدة.